# Инфометрия

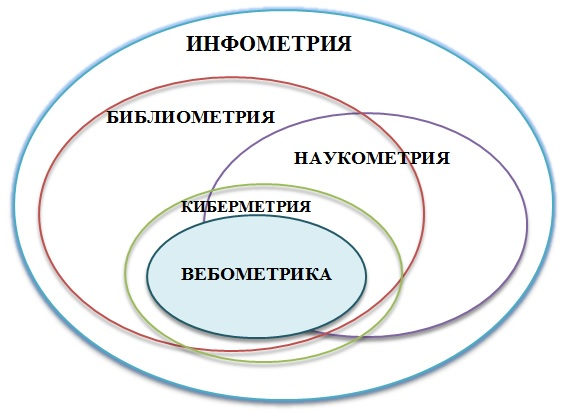
Составляющие части инфометрии и их взаимоотношение

Инфометри́я — научная дисциплина, предметом которой являются измерения количественных характеристик информации.

## Термин
Термин инфометрия (фр. Infométrie) был предложен в 1979 году французским исследователем O. Nacke.

## Описание
Инфометрия охватывает производство, передачу и использование всех форм информации, независимо от её происхождения.
По своей сути это научная дисциплина, предметом которой являются измерения количественных характеристик информации, включая семантические.

## Состав инфометрии
По составу в инфометрии выделяют:
- Библиометрия — научная дисциплина, занимающаяся изучением документов на основе количественного анализа первичных и вторичных источников информации с помощью формализованных методов с целью получения данных об эффективности, динамике, структуре и закономерностях их развития.
- Вебометрика — научная дисциплина, в рамках которой исследуются количественные аспекты конструирования и использования информационных ресурсов, структур и технологий применительно к Всемирной паутине.
- Киберметрия — научная дисциплина, занимающаяся количественным анализом новых возможностей по обработке информации, хранимой в электронном виде.
- Наукометрия — научная дисциплина, занимающаяся изучением количественных методов развития науки как информационного процесса.

## Некоторые основы и основоположники инфометрии
С момента формирования инфометрии как научной дисциплины её исследования базировались на использовании статистических законов Ципфа, Лотка и работах ряда исследователей, таких как Дерек де Солла или Юджин Гарфилд.